# Ralph Allen
Ralph Allen, född 1693 i St Columb Major i Cornwall, död den 29 juni 1764 i Bath, var en brittisk entreprenör och filantrop. 
Allen var postmästare i Bath. Han reformerade Royal Mail.